# Сен-Жан-Шамбр
Сен-Жан-Шамбр (фр. Saint-Jean-Chambre, окс. Sant Jean Chambre) — коммуна во Франции, находится в регионе Рона — Альпы. Департамент коммуны — Ардеш. Входит в состав кантона Верну-ан-Виваре. Округ коммуны — Турнон-сюр-Рон.
Код INSEE коммуны — 07244.

## Население
Население коммуны на 2008 год составляло 252 человека.
| 1962 | 1968 | 1975 | 1982 | 1990 | 1999 | 2008 |
| ---- | ---- | ---- | ---- | ---- | ---- | ---- |
| 301  | 333  | 284  | 260  | 235  | 246  | 252  |

## Экономика
В 2007 году среди 158 человек в трудоспособном возрасте (15—64 лет) 116 были экономически активными, 42 — неактивными (показатель активности — 73,4 %, в 1999 году было 71,0 %). Из 116 активных работали 108 человек (58 мужчин и 50 женщин), безработных было 8 (5 мужчин и 3 женщины). Среди 42 неактивных 11 человек были учениками или студентами, 13 — пенсионерами, 18 были неактивными по другим причинам.

## Фотогалерея
- Мэрия
- Карта коммуны